# Governatore delle Isole Vergini Britanniche
Il Governatore delle Isole Vergini Britanniche (in inglese: Governor of the Virgin Islands) è il rappresentante della monarchia del Regno Unito per il Territorio Britannico d'Oltremare delle Isole Vergini Britanniche. Dal 29 gennaio 2021 è John Rankin.

## Elenco

### Governatori
| Nominativo               | Durata della carica                |
| ------------------------ | ---------------------------------- |
| Derek George Cudmore     | 15 ottobre 1971 – 3 novembre 1974  |
| Walter Wilkinson Wallace | 3 novembre 1974 - 5 novembre 1978  |
| James Alfred Davidson    | 5 novembre 1978 - 7 novembre 1982  |
| David Robert Barwick     | 7 novembre 1982 - 2 settembre 1986 |
| Mark Herdman             | 2 settembre 1986 - 17 marzo 1991   |
| Peter Penfold            | 17 marzo 1991 - 3 febbraio 1995    |
| David Mackilligin        | 3 febbraio 1995 - 16 ottobre 1998  |
| Frank Savage             | 16 ottobre 1998 - 11 ottobre 2004  |
| Elton Georges            | 11 ottobre 2004 - 14 ottobre 2004  |
| Tom Macan                | 14 ottobre 2004 - 16 aprile 2006   |
| Dancia Penn              | 16 aprile 2006 - 22 aprile 2006    |
| David Pearey             | 22 aprile 2006 - 11 agosto 2010    |
| Vivian Inez Archibald    | 11 agosto 2010 - 20 agosto 2010    |
| William Boyd McCleary    | 20 agosto 2010 - 1 agosto 2014     |
| Vivian Inez Archibald    | 1 agosto 2014 - 15 agosto 2014     |
| John Duncan              | 15 agosto 2014 - 8 agosto 2017     |
| Robert A. Mathavious     | 8 agosto 2017 - 12 agosto 2017     |
| Rosalie Adams            | 12 agosto 2017 - 22 agosto 2017    |
| Augustus Jaspert         | 22 agosto 2017 - 23 gennaio 2021   |
| David D. Archer, Jr      | 23 gennaio 2021 - 29 gennaio 2021  |
| John Rankin              | 29 gennaio 2021 - in carica        |